# كأس السوبر السعودي 2023
كأس السوبر السعودي 2023 وتُعرف تسويقيًا بكأس الدرعية للسوبر السعودي بعدما وقّع الاتحاد السعودي لكرة القدم اتفاقية مع شركة الدرعية يتم بموجبها اعتماد مسمى كأس الدرعية للسوبر السعودي لنسخة هذا العام من البطولة، تعتبر النسخة العاشرة من بطولة كأس السوبر السعودي من انطلاقتها عام 2013، والنسخة الثانية بالتنظيم الجديد للبطولة بمشاركة أربع فرق على كأس السوبر السعودي من النسخة الماضية بعدما اعتمد مجلس إدارة الاتحاد السعودي لكرة القدم في 19 فبراير 2022 مشاركة أربعة فرق بهدف رفع مستوى المنافسة من خلال توسيع قاعدة المشاركة في السوبر السعودي، ورفع القيمة التسويقية للبطولة، وإقرار آليتين مؤهلة للمشاركة في بطولة السوبر بمشاركة بطل ووصيف الدوري والكأس، والآلية الآخرى في حال تكرار أحد الفرق الأربعة يتم اللجوء إلى ترتيب أندية دوري روشن السعودي. وستقام البطولة من ثلاث مباريات هي مباراتي الدور نصف النهائي والمباراة النهائية. على أن يقوم الاتحاد السعودي بتحديد موعد البطولة بالتنسيق مع الجهات ذات العلاقة والشركات الراعية وفقًا لروزنامة الموسم الرياضي، شارك في كأس السوبر السعودي هذا الموسم نادي الاتحاد بصفته بطل دوري روشن للمحترفين موسم 2022-23، نادي النصر بصفته وصيف دوري روشن للمحترفين، نادي الهلال ثالث الفرق المشاركة في البطولة بعد فوزه ببطولة كأس خادم الحرمين الشريفين موسم 2023، ونادي الوحدة رابع المشاركين في البطولة بعد أن حل وصيف مسابقة كأس خادم الحرمين الشريفين بعد خسارته أمام الهلال في النهائي.
أعلن الاتحاد السعودي لكرة القدم يوم السبت 09 مارس 2024 موعد مباريات كأس السوبر السعودي، في العاصمة الإماراتية أبو ظبي، بعد توقيع عقد رعاية مع دائرة الثقافة والسياحة في العاصمة الإماراتية. كان من المقرر أن تقام البطولة في شهر فبراير 2024، إلا أن تغيير مواعيد روزنامة الأدوار المتقدمة من دوري أبطال آسيا أدى إلى تأخيرها في الموعد في شهر إبريل 2024 ضمن الفترة المتاحة من روزنامة الموسم.
التقى طرف نصف نهائي الأول نادي الاتحاد مع نادي الوحدة يوم 08 أبريل 2024 على أرض استاد آل نهيان، تمكن نادي الاتحاد من خطف بطاقة التأهل إلى نهائي بطولة كأس الدرعية للسوبر السعودي، بعد فوزه على نادي الوحدة بنتيجة بهدفين مقابل هدف في الدور نصف النهائي من البطولة منتظرًا الفائز من مواجهة الهلال والنصر، وفي اليوم ذاته لعب نادي الهلال مع نظيره نادي النصر على أرض استاد محمد بن زايد، صعد فريق الهلال إلى المباراة النهائية على حساب نادي النصر بعد الفوز عليه بهدفين مقابل هدف في مباراة شهدت طرد البرتغالي كريستيانو رونالدو لاعب النصر، بعد اعتدائه على مدافع الهلال علي البليهي دون كرة وينال البطاقة الحمراء مباشرة.
أقيمت مباراة النهائي بين الفائزين من مباراتي الدور نصف النهائي نادي الاتحاد ونادي الهلال يوم 11 أبريل 2024 على أرض استاد محمد بن زايد، توج فريق الهلال بطولة كأس السوبر السعودي بعد الفوز على نظيره الاتحاد برباعية مقابل هدف وحيد في اللقاء الذي جمعهما مساء اليوم على أرضية ملعب محمد بن زايد بنادي الجزيرة في أبو ظبي بالإمارات، ضمن منافسات نهائي بطولة كأس السوبر السعودي "كأس الدرعية".
.

## آلية المشاركة
اعتمد الاتحاد السعودي لكرة القدم يوم الاثنين 06 يونيو 2022 آلية جديدة للمشاركة الفرق في بطولة كأس السوبر السعودي والتي عادت تجري بين بطل كأس خادم الحرمين الشريفين وبطل دوري روشن السودي، إلا أنه تم تحديد الألية الجديدة بأن تكون بين أربعة أندية وهم بطل ووصيف كأس خادم الحرمين الشريفين، وبطل ووصيف دوري روشن، على ان يلعب النهائي بين الفائز من نصف النهائي الأولى والفائز من نصف النهائي الثانية.
تم توزيع مباريات كأس السوبر السعودي وفق آليات معينة في حالة عدم تكرار فريق من الفرق الأربعة أو في حالة تكرارها على النحو التالي.

### الآلية الأولى
يتم اللجوء إلى تطبيق الآلية الأولى للمشاركة في بطولة كأس السوبر السعودي بعد اعتماد الاتحاد السعودي لكرة القدم مشاركة الفرق في المسابقة بالتنظيم الجديد في حال لم يتواجد تكرار من قبل فريق من الفرق الأربعة في تحقيق بطل أو وصيف كأس خادم الحرمين الشريفين وبطل أو وصيف دوري روشن السعودي وعليه يكون التوزيع مباريات نصف النهائي كالتالي.
| مباراة نصف النهائي الأولى                               | مباراة نصف النهائي الأولى | مباراة نصف النهائي الأولى | مباراة نصف النهائي الأولى | مباراة نصف النهائي الأولى |
| ------------------------------------------------------- | ------------------------- | ------------------------- | ------------------------- | ------------------------- |
| بطل دوري روشن السعودي ضد وصيف كأس خادم الحرمين الشريفين |                           |                           |                           |                           |
| مباراة نصف النهائي الثانية                              |                           |                           |                           |                           |
| بطل كأس خادم الحرمين الشريفين ضد وصيف دوري روشن السعودي |                           |                           |                           |                           |

### الآلية الثانية
يتم اللجوء إلى تطبيق الآلية الثانية للمشاركة في بطولة كأس السوبر السعودي إذا تكرار فريق واحد على الأقل من الفرق الأربعة في حمل مسمى بطل أو وصيف كأس خادم الحرمين الشريفين مع مسمى بطل أو وصيف دوري روشن السعودي، في حال حدوث ذلك يتم استكمال الفريق أو الفريقين المشاركة باللجوء إلى ترتيب فرق دوري روشن السعودي ومن ثم يتم إجراء قرعة مفتوحة وتكون آلية إقامة مباريات نصف النهائي كالتالي.
| مباراة نصف النهائي الأولى                                                             | مباراة نصف النهائي الأولى | مباراة نصف النهائي الأولى | مباراة نصف النهائي الأولى | مباراة نصف النهائي الأولى |
| ------------------------------------------------------------------------------------- | ------------------------- | ------------------------- | ------------------------- | ------------------------- |
| تلعب مباراة نصف النهائي الأولى بين الفريق رقم 1 في القرعة ضد الفريق رقم 2 في القرعة.  |                           |                           |                           |                           |
| مباراة نصف النهائي الثانية                                                            |                           |                           |                           |                           |
| تلعب مباراة نصف النهائي الثانية بين الفريق رقم 3 في القرعة ضد الفريق رقم 4 في القرعة. |                           |                           |                           |                           |

### التوزيع الجغرافي للأندية
تم تحديد الفرق الأربعة المشاركة في مسابقة كأس السوبر السعودي بعد تحديد بطل ووصيف مسابقة كأس خادم الحرمين الشريفين 2022–23، وتحديد بطل ووصيف دوري روشن السعودي للموسم الرياضي 2022-2023. حصد نادي الاتحاد لقب مسابقة دوري "روشن" السعودي لموسم 2023/2022، بعد فوزه على نادي الفيحاء على ملعب مدينة المجمعة الرياضية في الجولة التاسعة والعشرين من دوري روشن السعودي 2022–23 بنتيجة بثلاثة أهداف وقبل جولة واحدة من نهاية الدوري واحتلاله صدارة الترتيب برصيد 69 نقطة وبفارق 5 نقاط عن أقرب منافسه وصيف الترتيب نادي النصر، نجح نادي الاتحاد من تحقيق لقب الدوري السعودي بعد غياب دام 13 عامًا، إذ يعود آخر تتويج له بالمسابقة إلى موسم 2009/2008.
تأكدت مشاركة نادي النصر رابع الفرق المتأهلة للمشاركة في بطولة كأس السوبر السعودي 2023-2024، بعد فوزه في الجولة الثامنة والعشرين من دوري روشن السعودي في يوم الثلاثاء بتاريخ 23 مايو 2023 على ملعب الأول بارك في العاصمة الرياض ضد نادي الشباب، ليرفع رصيده إلى 63 نقطة في وصافة ترتيب دوري روشن، فيما تجمد رصيد الشباب عند 53 نقطة في المركز الثالث وبذلك الفوز، ضمن النصر تواجده في المركز الثاني بجدول ترتيب الدوري السعودي قبل جولتين من النهاية، وسط صراعه الشرس مع نادي الاتحاد.
ضمن نادي الهلال ونادي الوحدة المشاركة رسميًّا في بطولة كأس السوبر السعودي موسم 2023/ 2024 مع بلوغهما دور النهائي من كأس خادم الحرمين الشريفين، تأتي مشاركة نادي الوحدة في كأس السوبر بعد تحقيقه فوز صعب على نادي النصر بهدف نظيف على ملعب استاد جامعة الملك سعود في العاصمة الرياض في الدور نصف النهائي أحرزه مهاجم نادي الوحدة جان دافيد بوغال في الدقيقة 23 من مجريات الشوط الأول وبعد تعرض نادي الوحدة لحالة طرد مدافع نادي الوحدة عبدالله الحافظ في الدقيقة 53 من عمر اللقاء ويكمل نادي الوحدة المباراة بعشرة لاعبين في مواجهة سيطر فيها نادي النصر على أغلبية فترات اللقاء لكن فشل لاعبوه في ترجمة الفرص المتاحة للتسجيل إلى أهداف، بينما حجز فريق الهلال هو الآخر مكانا له في هذه النسخة من البطولة عقب فوزه على نادي الاتحاد بهدف نظيف في الدور نصف النهائي من كأس خادم الحرمين الشريفين. ويلعب الهلال في النهائي أمام الوحدة في نهائي كأس خادم الحرمين الشريفين.
| الفرق   | طريقة التأهيل                          | التتويج والمشاركات السابقة             | آخر ظهور                                  |
| ------- | -------------------------------------- | -------------------------------------- | ----------------------------------------- |
| الاتحاد | بطل دوري روشن للمحترفين 2022–23        | 4 (2013، 2018، 2023)                   | بطل كأس السوبر السعودي 2022               |
| الهلال  | بطل كأس خادم الحرمين الشريفين 2022–23  | 7 (2015، 2016، 2018، 2020، 2022، 2023) | خروج من نصف نهائي كأس السوبر السعودي 2022 |
| النصر   | وصيف دوري روشن للمحترفين 2022–23       | 5 (2015، 2020، 2021، 2022)             | خروج من نصف نهائي كأس السوبر السعودي 2022 |
| الوحدة  | وصيف كأس خادم الحرمين الشريفين 2022–23 | 1 (لا يوجد)                            |                                           |

### مواجهة الفرق المشاركة حسب الآلية
|  | نصف النهائي            | نصف النهائي |                         |   | نهائي | نهائي |
|  |                        |             |                         |   |       |       |
|  | 8 أبريل 2024 – أبو ظبي |             |                         |   |       |       |
|  |                        |             |                         |   |       |       |
|  | الاتحاد                | 2           |                         |   |       |       |
|  | الاتحاد                | 2           | 11 أبريل 2024 – أبو ظبي |   |       |       |
|  | الوحدة                 | 1           |                         |   |       |       |
|  | الوحدة                 | 1           | الاتحاد                 | 1 |       |       |
|  | 8 أبريل 2024 – أبو ظبي |             | الاتحاد                 | 1 |       |       |
|  |                        | الهلال      | 4                       |   |       |       |
|  | الهلال                 | الهلال      | 4                       | 2 |       |       |
|  | الهلال                 |             |                         | 2 |       |       |
|  | النصر                  | 1           |                         |   |       |       |
|  | النصر                  | 1           |                         |   |       |       |

## المكان
وكان من المفترض أن تقام بطولة كأس السوبر السعودي 2023 في الفترة ما بين 27 فبراير و1 مارس، لكن لأسباب تغيير موعد مرحلة خروج المغلوب في دوري أبطال آسيا 2023–24، تم الإعلان عن تأجيل كأس السوبر إلى تاريخ لاحق. في 9 مارس، أُعلن أن كأس السوبر أقيمت في دولة الإمارات العربية المتحدة في الفترة ما بين 8 و11 أبريل. وأعلن أن نصف النهائي الأول بين الاتحاد والوحدة على استاد آل نهيان، فيما يقام نصف النهائي الثاني بين الهلال والنصر وعلى أن يحتضن استاد محمد بن زايد مباراة النهائي.
| أبو ظبيكأس السوبر السعودي 2023 (الإمارات العربية المتحدة) | أبو ظبي           | أبو ظبي        |
| --------------------------------------------------------- | ----------------- | -------------- |
| أبو ظبيكأس السوبر السعودي 2023 (الإمارات العربية المتحدة) | ملعب محمد بن زايد | استاد آل نهيان |
| أبو ظبيكأس السوبر السعودي 2023 (الإمارات العربية المتحدة) | سعة: 36,186       | سعة: 15,894    |
| أبو ظبيكأس السوبر السعودي 2023 (الإمارات العربية المتحدة) |                   |                |

## مباريات السوبر

### نصف النهائي الأول
دخل نادي الاتحاد بطولة السوبر السعودي بظروف صعبة من ضمنها نقص في صفوف الفريق من لاعبين يعتبرون ركائز أساسية شابة أثبتت جدارتها بدأ المدير الفني الأرجنتيني مارسيلو غاياردو يعتمد عليها هذا الموسم، نظراً لاستدعائهم لمعسكر المنتخب الأولمبي السعودي في الإمارات تحت إشراف المدير الفني سعد الشهري ضمن قائمة ضمت من نادي الاتحاد كل من فيصل الغامدي، أحمد الغامدي، عوض الناشري، زكريا هوساوي، ومروان الصحفي لصفوف المنتخب الأولمبي الذي يستعد للمشاركة في نهائيات كأس آسيا للشباب تحت 23 عاماً في قطر. حيث يخشى نادي الاتحاد أن يدفع ضريبة هذا القرارت من لجنة المسابقات في الاتحاد السعودي لكرة القدم في تحديد هذه الفترة للعب بطولة السوبر السعودي وعدم مقدرته على المنافسة في بطولة السوبر؛ حيث عزى تأثير تفريغ نادي الاتحاد من لاعبي المنتخب الأولمبي ضمن أسباب خسارة نتيجة مباراته المهمة في ديربي الغربية لتحديد المركز الثالث ضمن دوري روشن السعودي أمام غريمه التقليدي نادي الأهلي مساء يوم الاثنين 01 أبريل 2024 التي تزامنت مع بدء المنتخب السعودي تحت 23 عامًا لكرة القدم مساء يوم الاثنين 01 أبريل تدريباته ضمن معسكره الإعدادي الخارجي، والذي يمتد حتى 11 أبريل 2024، في إطار المرحلة الأخيرة من برنامج الإعدادي لبطولة كأس آسيا تحت 23 عامًا 2024 التي تبدأ في 15 أبريل 2024 فيما يخوض للمنتخب السعودي الأولمبي أولى مباراته في 16 أبريل 2024 في مواجهة منتخب طاجيكستان الأولمبي تحت 23 عامًا، فيما كان الرد على هذه الادعاءات بخصوص الاستدعاء علم جميع الأندية عن روزنامة العام، في اجتماع يضم عدد من رؤساء الأندية، ورئيس الاتحاد السعودي لكرة القدم بخصوص تفريغ لاعبي المنتخب الأولمبي لهذه الفترة.
في المقابل لم تكن استعدادات وجاهزية فريق نادي الوحدة في هذه الفترة من المنافسة بأفضل حال، فهو يحتل المركز الثاني عشر برصيد 31 نقطة بعد التعادل مع نادي الأهلي يوم الجمعة 05 أبريل 2024 ضمن منافسات دوري روشن السعودي. حيث شهدت غياب عنصرين مهمين في الفريق هما مهاجمه الأسترالي كريغ غودوين الذي تعرض لإصابة خلال مواجهة نادي الأهلي ضمن منافسات الجولة السابعة والعشرين من بطولة الدوري السعودي للمحترفين. ونشر الحساب الرسمي للوحدة أن اللاعب يعاني من كسر في الضلع السادس الأيمن بالقفص الصدري، وحاجة اللاعب لراحة وبرنامج تأهيلي لمدة ستة أسابيع، بعد يوم واحد من إعلان تعرض جناحه الأسترالي غودوين للإصابة، أعلن نادي الوحدة غياب مدافعه الكوستاريكي أوسكار دوارتي لمدة ثلاثة أسابيع للإصابة بتمزق في العضلة الخلفية للفخذ الأيمن، على خلفية سقوطه في مباراة الأهلي الأخيرة ضمن الجولة السابعة والعشرين من دوري روشن السعودي. ورافق الكوستاريكي بعثة الفريق في رحلته إلى العاصمة الإماراتية أبوظبي، قبل ظهور نتيجة الفحص الإشعاعي الذي خضع له بعد نهاية المباراة، لم تكن الإصابات المشكلة الوحيدة التي واجهتها إدارة نادي الوحدة إذ فاجأ المدير الفني اليوناني دونيس الجميع بإعلانه عدم ذهابه مع الفريق إلى العاصمة الإماراتية أبوظبي للمشاركة في كأس الدرعية للسوبر السعودي، وذلك في المؤتمر الصحافي الذي أعقب مباراة فريقه أمام نادي الأهلي في الجولة ضمن منافسات الجولة السابعة والعشرين من دوري روشن السعودي. لكن المدرب اليوناني تراجع لاحقاً عن قراره وصرح بوجود هد مشاكل أن الأمر كان تعبير عن مشاعره تم حلها مع الإدارة بشكل عائلي، ويرافق بعثة الفريق المغادِرة إلى العاصمة الإماراتية أبوظبي.
بدء الهجوم نادي الاتحاد المباراة بإستغلال الارتباك الدفاعي نادي الوحدة في الدقائق الأولى من المباراة وتمكن من التقدم عن طريق المهاجم الفرنسي كريم بنزيما مهاجم نادي اتحاد جدة السعودي، محرزاً هدفاً تاريخياً في مرمى نادي الوحدة، ليكتب اسمه في صفحات تاريخ البطولة، كصاحب أسرع لاعب يسجل في تاريخ كأس السوبر السعودي. لم يمر سوى 55 ثانية على انطلاق المباراة بين الاتحاد السعودي وفريق الوحدة، في نصف نهائي السوبر السعودي، منح هدف بنزيما المبكر الاتحاد الأفضلية في مجريات الشوط الأول من المباراة، اثمرت بإحراز عبدالرزاق حمد الله الهدف الثاني أواخر الشوط الأول، شهدت الشوط الثاني مشاركة اللاعب حامد الغامدي بعد غياب طويل بداعي الإصابة، استمر الهجمات الاتحادية الخطرة على مرمى منير محمدي خلال مجريات الشوط الثاني، في المجمل لم تعكس النتيجة الفعالية الفنية لنادي الوحدة فهو الأكثر استحواذ وتناقل للكرة والركنيات ودقة تمرير وقلة الأخطاء ضد الفريق الخصم، هذه الأفضلية خلقت عدد من الفرص السانحة للتسجيل في مرمى الاتحاد لكن لم تترجم بالشكل المطلوب، في الدقيقة الأخيرة من الشوط الثاني حصل فريق نادي لوحدة على ركلة جزاء أهدرها المغربي فيصل فجر بتسديده خارج المرمى في الدقائق الأولى من الوقت المحتسب بدل الضائع، قبل أن ينجح اللاعب البديل الشاب حسين العيسى من تقليص الفارق للوحدة في اللحظات الأخيرة من اللقاء لم تكن كافية للعودة في المباراة، وتعد بطولة كأس السوبر فرصة لإنقاذ موسم الاتحاد بتحقيقه لقب السوبر، بجانب استمرار منافسته على بطولة خادم الحرمين الشريفين، بعدما ابتعاد الفريق عن المنافسة على الدوري وخروجه من دوري أبطال آسيا. وبذلك يدخل الاتحاد طرقاً في المباراة النهائية في انتظار الفريق الفائز من نصف النهائي الثاني بين نادي الهلال ونادي النصر على استاد محمد بن زايد في أبو ظبي.
| الاتحاد                                             | 2 - 1 | الوحدة                                                |
| --------------------------------------------------- | ----- | ----------------------------------------------------- |
| كريم بنزيما 1' · عبد الرزاق حمد الله 42' · جوتا 50' | تقرير | 66' هزاع الغامدي · 90+2' فيصل فجر · 90+7' حسين العيسى |

| الاتحاد | الوحدة |

|                 |    | التشكيل الاساسي للفريق: |       |  |
| GK              | 1  | عبد الله المعيوف        |       |  |
| LB              | 33 | مد الله العليان         | 90+3' |  |
| CB              | 26 | أحمد حجازي              |       |  |
| CB              | 5  | لويز فيليبي             | 46'   |  |
| RB              | 37 | فواز الصقور             |       |  |
| DM              | 7  | نغولو كانتي             |       |  |
| DM              | 29 | فرحة الشمراني           | 70'   |  |
| LW              | 11 | جوتا                    | 61'   |  |
| RW              | 90 | رومارينيو               |       |  |
| CF              | 9  | كريم بنزيما             | 90+3' |  |
| CF              | 99 | عبد الرزاق حمد الله     |       |  |
| البدلاء:        |    |                         |       |  |
| GK              | 35 | محمد المحاسنة           |       |  |
| CB              | 25 | سويلم المنهالي          |       |  |
| CB              | 4  | عمر هوساوي              |       |  |
| CB              | 15 | حسن كادش                | 46'   |  |
| RB              | 19 | تركي الجعدي             | 90+3' |  |
| AM              | 80 | حامد الغامدي            | 70'   |  |
| LW              | 22 | همام الهمامي            | 90+3' |  |
| RW              | 77 | صالح العمري             | 61'   |  |
| FW              | 52 | طلال حاجي               |       |  |
| المدرب:         |    |                         |       |  |
| مارسيلو غاياردو |    |                         |       |  |

|              |    | التشكيل الاساسي للفريق: |        |     |
| GK           | 1  | منير محمدي              |        |     |
| LB           | 27 | إسلام هوساوي            |        |     |
| CB           | 5  | جواد الياميق            | 46'    |     |
| CB           | 17 | عبد الله الحافظ         |        |     |
| RB           | 2  | سعيد المولد             |        |     |
| DM           | 76 | فيصل فجر                |        |     |
| DM           | 4  | وليد باخشوين            | القائد | 72' |
| LM           | 7  | فيتو فان كروي           | 72'    |     |
| AM           | 87 | أنسيلمو دي مورايس       |        |     |
| RW           | 24 | عبد العزيز نور          | 79'    |     |
| SS           | 9  | أوديون إيغالو           |        |     |
| البدلاء:     |    |                         |        |     |
| GK           | 13 | عبد القدوس عطية         |        |     |
| CB           | 3  | عبد الإله بخاري         |        |     |
| DM           | 22 | علي مكي                 | 46'    |     |
| CM           | 16 | نواف العزيزي            |        |     |
| LW           | 90 | هزاع الغامدي            | 79'    |     |
| CM           | 80 | يحيى النجعي             |        |     |
| CM           | 88 | علاء آل حجي             | 72'    |     |
| AM           | 28 | حسين العيسى             | 72'    |     |
| FW           | 20 | جابر عسيري              |        |     |
| المدرب:      |    |                         |        |     |
| جورجوس دونيس |    |                         |        |     |

| رجل المباراة: كريم بنزيما (الاتحاد) الحكام المساعدون: هشام الرفاعي سعد السبيعي الحكم الرابع: شكري الحنفوش حكم الفيديو: ممدوج آل شهدان مساعد حكم الفيديو: فيصل القحطاني |

### نصف النهائي الثاني
دخل نادي الهلال المباراة وهو يتطلع لمواصلة سلسلة انتصاراته القياسية المتتالية التي بلغت 32 فوزاً في مختلف المسابقات، فيما يعتبر فقدان خدمات المهاجم الصربي ألكسندر ميتروفيتش للإصابة في الربع الأخير من المنافسة وازدحام رزنامة نادي الهلال في أبريل 2024 اذ يخوض 9 مباريات خلال 28 يومًا، ما يضعه تحت ضغط كبير هذه الفترة، حيث لا يزال منافس على جميع البطولات وفي المراحل الحسم الأخيرة منها في دوري روشن السعودي للمحترفين، نصف نهائي كأس خادم الحرمين الشريفين، نصف نهائي كأس السوبر السعودي، نصف نهائي دوري أبطال آسيا. إصابة المهاجم الصربي يخلق ضغط الفريق وبالتحديد على البرازيلي فيليبي مالكوم والنجم سالم الدوسري. والمهاجم البديل صالح الشهري لتعويض هذا الغياب.
في المقابل يدخل نادي النصر بعناصر هجومية قوية متمثل في ساديو ماني، والبرتغالي أوتافيو، والكرواتي مارسيلو بروزوفيتش، يتقدمها النجم البرتغال كريستيانو رونالدو هداف مسابقة الدوري حتى الجولة السابعة والعشرين الجولة الأخيرة الملعوبة قبل المشاركة الأندية الأربع في كأس السوبر برصيد 29 هداف، إذ سجل مرتين هاتريك على التوالي كانت الأول في مواجهة نادي الطائي في الجولة الخامسة والعشرين من دوري روشن السعودي للمحترفين، ويكرر ذلك في مواجهة نادي أبها في الجولة السادسة والعشرين من دوري روشن السعودي للمحترفين، في طور استعداده لبطولة السوبر قرر المدرب البرتغالي لويس كاسترو المدير الفني لنادي النصر إراحة السداسي، البرتغالي كريستيانو رونالدو، بالإضافة إلى وأليكيس تيليس، والسنغالي ساديو ماني، بالإضافة إلى مارسيلو بروزوفيتش، وسلطان الغنام اذ شاركوا اللاعبون كعناصر بديلة باستثناء البرتغالي أوتافيو اكتفى براحته ولم يتواجد في القائمة الفريق في مواجهة نادي ضمك ضمن مباريات الجولة السابعة والعشرين من مسابقة دوري روشن للمحترفين، سعياً لتجاوز غريمه نادي الهلال وتحقيق بطولة كأس السوبر، بعد فترة تذبذب مستوى عاشها الفريق، أدت إلى خروجه من مسابقة دوري أبطال آسيا، سبقتها تخلفه عن المنافسة على لقب الدوري السعودي للمحترفين وصلت لفارق نقطي بعيد نسبياً برصيد 12 نقطة عن المتصدر الهلال. خاصة أنه خسر آخر مباراتين جمعت بينهما في مسابقة الدوري، وكأس موسم الرياض الودية، مقابل انتصاره قبيل بداية الموسم الرياضي في نهائي كأس الملك سلمان للأندية العربية.
يعتبر أبرز غياب يعاني منه نادي النصر البرازيلي أندرسون تاليسكا لإصابته في الركبة، بالإضافة للأسماء منها عبد الإله العمري، تأكد غياب سامي النجعي الذي تعرض لإصابة قبل السوبر في جولة السابعة والعشرين من دوري روشن السعودي.
تأهل نادي الهلال إلى نهائي كأس السوبر السعودي بعد تغلبه على نادي النصر في الدور نصف النهائي على استاد محمد بن زايد في أبوظبي، يعتبر هذا الفوز الثاني لنادي الهلال على نادي النصر في بطولة السوبر، حيث تواجه الفريقان من قبل في البطولة مرتين الأولى في كأس السوبر السعودي 2015 على ملعب "لوفتس رود" في لندن كأول نسخة لكأس السوبر، وفاز الهلال فيما فاز النصر في كأس السوبر السعودي 2021، بهذا يصل نادي الهلال إلى النهائي الخميس ويسعى للتتويج باللقب الرابع في هذه المسابقة بعد تحقيقها ثلاث مرات أعوام (2015، 2018، 2022).
| الهلال                                                                 | 2 - 1 | النصر                                                     |
| ---------------------------------------------------------------------- | ----- | --------------------------------------------------------- |
| سالم الدوسري 28' 61' · سيرغي سافيتش 35' · مالكوم 72' · علي البليهي 87' | تقرير | 54' علي لاجامي · 86' كريستيانو رونالدو · 90+9' ساديو ماني |

| الهلال | النصر |

|             |    | التشكيل الاساسي للفريق: |       |
| GK          | 37 | ياسين بونو              |       |
| LB          | 12 | ياسر الشهراني           | 75'   |
| CB          | 5  | علي البليهي             | 90+3' |
| CB          | 3  | خاليدو كوليبالي         |       |
| RB          | 66 | سعود عبد الحميد         |       |
| CM          | 22 | سيرجي سافيتش            |       |
| DM          | 8  | روبن نيفيز              |       |
| LW          | 29 | سالم الدوسري            |       |
| AM          | 77 | مالكوم                  |       |
| RW          | 96 | ميشائيل ديلغادو         | 90+7' |
| CF          | 14 | عبد الله الحمدان        | 75'   |
| البدلاء:    |    |                         |       |
| GK          | 21 | محمد العويس             |       |
| LB          | 6  | رينان لودي              | 75'   |
| CB          | 87 | حسان تمبكتي             | 90+3' |
| RB          | 2  | محمد البريك             |       |
| CM          | 16 | ناصر الدوسري            |       |
| DM          | 7  | سلمان الفرج             |       |
| CM          | 28 | محمد كنو                | 75'   |
| LW          | 56 | محمد القحطاني           |       |
| FW          | 11 | صالح الشهري             | 90+7' |
| المدرب:     |    |                         |       |
| جورجي جيسوس |    |                         |       |

|             |    | التشكيل الاساسي للفريق: |        |
| GK          | 26 | دافيد أوسبينا           |        |
| CB          | 27 | إيميرك لابورت           |        |
| CB          | 4  | محمد آل فتيل            |        |
| CB          | 78 | علي لاجامي              | 77'    |
| LB          | 15 | أليكس تيليس             |        |
| CM          | 77 | مارسيلو بروزوفيتش       |        |
| DM          | 17 | عبد الله الخيبري        |        |
| RB          | 2  | سلطان الغنام            |        |
| LW          | 10 | ساديو ماني              |        |
| RW          | 25 | أوتافيو                 |        |
| FW          | 7  | كريستيانو رونالدو       | القائد |
| البدلاء:    |    |                         |        |
| GK          | 36 | راغد النجار             |        |
| LB          | 24 | محمد قاسم               |        |
| DF          | 49 | عواد أمان               |        |
| RB          | 12 | نواف بوشل               |        |
| CM          | 19 | علي الحسن               |        |
| DM          | 46 | عبد العزيز العليوي      |        |
| DM          | 8  | عبد المجيد الصليهم      |        |
| AM          | 29 | عبد الرحمن غريب         | 77'    |
| CF          | 30 | مشاري النمر             |        |
| المدرب:     |    |                         |        |
| لويس كاسترو |    |                         |        |

| رجل المباراة: مالكوم دي أوليفيرا (الهلال) الحكام المساعدون: خلف الشمري ياسر السلطان الحكم الرابع: سامي الجريس حكم الفيديو: سلطان الحربي مساعد حكم الفيديو: عمر الجمل |

### النهائي
أبدى المدير الفني لنادي الاتحاد الأرجنتيني غاياردو خلال المؤتمر الصحفي تفاؤله قبل المواجهة الحاسمة أمام الهلال في نهائي كأس الدرعية للسوبر السعودي. مؤكداً ثقته في أداء الفريق تحت قيادته وأن فروق بسيطة فقط كانت تحسم نتائج المباريات لصالح الهلال بالرغم من خسارته في ثلاثة مواجهات أمام الهلال ضمن مواجهة مسابقة الدوري ومباريات دور الستة عشر من دوري أبطال آسيا، مشدداً على أهمية العمل الجماعي والتركيز الكامل طوال اللقاء لتحقيق الفوز. معترفاً بقوة الفريق الهلالي، من جانبه أبدى المهاجم المغربي عبدالرزاق حمد الله عن ثقته وجاهزية فريقه للمباراة، في الطرف المقابل شدد المدير الفني لفريق الهلال لكرة القدم البرتغالي جورجي جيسوس خلال المؤتمر الصحفي عبر أنه الوصل نا الأول لنهائيات الموسم ويتطلع إلى تحقيق أولى وشدد على صعوبة المواجهة، وأن تكرار المواجهات أمام الاتحاد خلال هذا الموسم يُعد ضغطًا بالنسبة له، مؤكداً على قوة الاتحاد التكتيكية واختلافه عن نادي النصر حيث يجيد اللعب بطرق عدة ومختلفة، كما في المواجهات الخمس السابقة التي جمعته بالهلال.
تقدم نادي الهلال في النتيجة بإحراز لاعب الهلال البرازيلي مالكوم دي أوليفيرا الهدف الاول في الدقيقة الخامسة من الشوط الأول، بصناعة من المهاجم صالح الشهري عن طريق تناقل الكرة بين الثنائي صالح الشهري وبعد انطلاقه مهارية من قبل مالكوم اختراق فيها العمق الدفاعي لنادي الاتحاد ويضعها في شباك عبدالله المعيوف بعد انفراده بالمرمى. وفي الدقيقة 20 وبعد العودة لتقنية الفيديو، احتسب حكم المباراة خالد الطريس ركلة جزاء لصالح الاتحاد بعد عرقلة اللاعب عبد الرزاق حمد الله داخل منطقة الجزاء من قبل مدافع الهلال البرازيلي رينان لودي، جاء هدف الاتحاد عن طريق حمدالله بعدما سدد ركلة جزاء تصدى لها ياسين بونو قبل أن يتابعها المهاجم المغربي في الشباك لتعود نتيجة المباراة إلى التعادل الإيجابي للفريقين، جاء هدف سالم الثاني للهلال بمجهود فردي بعد تمريرة من صالح الشهري على حدود منطقة الجزاء، راوغ فيها سالم مدافعي الاتحاد قبل أن يسدد الكرة في الزاوية اليمينى البعيدة في شباك عبدالله المعيوف، ضاعف البرازيلي مالكوم النتيجة بإحرازه الهدف الثالث للهلال في الدقائق الأخيرة من زمن الشوط الثاني لتصبح النتيجة تفوق الهلال بثلاثة أهداف مقابل هدف ما يصعب عودة نادي الاتحاد في النتيجة مع احتساب سبع دقائق من الوقت بدل الضائع، قبل أن يختتم ناصر الدوسرى الرباعية في الدقيقة السادسة من الوقت بدل الضائع.
بعد نهاية المباراة اختير البرازيلي مالكوم دي أوليفيرا أفضل لاعب في السوبر بعد العمل الكبير الذي قدمه في المباراة واحرازه ثنائية في شباك الاتحاد ساهمت في تتويج الفريق. بهذا النتيجة واصل الهلال تفوقه في المواجهات التي جمعته بنادي الاتحاد بعد فوزه في المواجهة السادسة بينهما هذا الموسم، بعد تحقيقه الفوز صريح بإحراز أربعة أهداف مقابل هدف في نهائي لكأس الدرعية للسوبر السعودي، على ملعب محمد بن زايد في العاصمة الإماراتية أبوظبي. ويواصل فريق الهلال تعزيز رقمه القياسي كأكثر فريق تحقيقاً للانتصارات المتتالية في التاريخ، وذلك بعد بفوزه 34 على التوالي في مختلف البطولات، أثمر تتويجه بلقب كأس السوبر السعودي للمرة الرابعة في تاريخه.
| الاتحاد                                   | 1 - 4 | الهلال                                                                                           |
| ----------------------------------------- | ----- | ------------------------------------------------------------------------------------------------ |
| عبد الرزاق حمد الله 21' · صالح العمري 39' | تقرير | 90' 89' 5' مالكوم · 20' رينان لودي · 44' سالم الدوسري · 53' خاليدو كوليبالي · 90+6' ناصر الدوسري |

| الاتحاد | الهلال |

|                 |    | التشكيل الاساسي للفريق: |        |  |
| GK              | 1  | عبد الله المعيوف        |        |  |
| LB              | 33 | مد الله العليان         | 58'    |  |
| CB              | 26 | أحمد حجازي              | القائد |  |
| CB              | 5  | لويز فيليبي             | 90'    |  |
| RB              | 37 | فواز الصقور             |        |  |
| DM              | 7  | نغولو كانتي             |        |  |
| DM              | 29 | فرحة الشمراني           |        |  |
| LW              | 77 | صالح العمري             | 74'    |  |
| RW              | 90 | رومارينيو               | 58'    |  |
| CF              | 9  | كريم بنزيما             |        |  |
| CF              | 99 | عبد الرزاق حمد الله     |        |  |
| البدلاء:        |    |                         |        |  |
| GK              | 35 | محمد المحاسنة           |        |  |
| CB              | 25 | سويلم المنهالي          |        |  |
| CB              | 4  | عمر هوساوي              |        |  |
| CB              | 15 | حسن كادش                | 58'    |  |
| RB              | 19 | تركي الجعدي             | 90'    |  |
| AM              | 80 | حامد الغامدي            | 74'    |  |
| LM              | 22 | همام الهمامي            |        |  |
| RW              | 11 | جوتا                    | 58'    |  |
| FW              | 52 | طلال حاجي               |        |  |
| المدرب:         |    |                         |        |  |
| مارسيلو غاياردو |    |                         |        |  |

|             |    | التشكيل الاساسي للفريق: |       |       |
| GK          | 37 | ياسين بونو              |       |       |
| LB          | 6  | رينان لودي              | 59'   |       |
| CB          | 5  | علي البليهي             |       |       |
| CB          | 3  | خاليدو كوليبالي         |       |       |
| RB          | 66 | سعود عبد الحميد         |       |       |
| CM          | 22 | سيرغي سافيتش            |       |       |
| DM          | 8  | روبن نيفيز              |       |       |
| LW          | 29 | سالم الدوسري            |       | 90+5' |
| AM          | 77 | مالكوم                  | 90+5' |       |
| RW          | 96 | ميشائيل ديلغادو         | 90+1' |       |
| FW          | 11 | صالح الشهري             | 60'   |       |
| البدلاء:    |    |                         |       |       |
| GK          | 21 | محمد العويس             |       |       |
| LB          | 12 | ياسر الشهراني           | 59'   |       |
| CB          | 87 | حسان تمبكتي             | 90+1' |       |
| RB          | 2  | محمد البريك             |       |       |
| CM          | 16 | ناصر الدوسري            | 90+5' |       |
| DM          | 7  | سلمان الفرج             |       |       |
| CM          | 28 | محمد كنو                | 60'   |       |
| LW          | 56 | محمد القحطاني           |       |       |
| CF          | 14 | عبد الله الحمدان        | 90+5' |       |
| المدرب:     |    |                         |       |       |
| جورجي جيسوس |    |                         |       |       |

| رجل المباراة: مالكوم دي أوليفيرا (الهلال) الحكام المساعدون: محمد العبكري عبد الرحيم الشمري الحكم الرابع: ماجد الشمراني حكم الفيديو: عبد الله الشهري مساعد حكم الفيديو: إبراهيم الدخيل |

### البطل
واصل فريق نادي الهلال الأول لكرة القدم مسيرته التاريخية في الموسم الحالي بوصوله للفوز رقم (34) على التوالي في جميع المسابقات، وأضاف لخزينته لقب كأس السوبر السعودي أو بمسماها الرسمي لهذه النسخة بطل لقب كأس الدرعية للسوبر السعودي ويحصد اللقب الرابع في تاريخه، كأكثر فريق تتويجا بالسوبر السعودي، متفوقا على أي منافس آخر بفارق لقبين على الأقل، بعدما حققها أعوام 2015، 2018، 2022. تمكن نادي الهلال من تكرار فوزه على نادي الاتحاد للمرة السادسة على التوالي في هذا الموسم، بعد الفوز الأول في كأس الملك سلمان للأندية العربية، والفوز ذهاباً وإياباً في مسابقة دوري روشن السعودي، والفوز ذهاباً وإياباً في دوري أبطال آسيا. بهذا الفوز حقق مدرب الهلال البرتغالي جورجي جيسوس أول ألقاب الموسم الرياضي في ولايته الثانية مع نادي الهلال بعدما سبق وأن قاده أيضا للفوز في لقب كأس السوبر السعودي 2018، ولا يزال ينافس في بطولات الدوري السعودي وكأس خادم الحرمين الشريفين ودوري أبطال آسيا.
| بطل مسابقة كأس السوبر السعودي لعام 2023 (كأس الدرعية للسوبر السعودي) |
| -------------------------------------------------------------------- |
| نادي الهلال السعودي لكرة القدم اللقب الرابع                          |
|                                                                      |

## احصائيات

### أفضل الهدافين وصناع تمريرات حاسمة
| م | المركز | اسم اللاعب          | النادي  | الأهداف | صناعة تمريرة حاسمة | صناعة تمريرة حاسمة | صناعة تمريرة حاسمة | صناعة تمريرة حاسمة | صناعة تمريرة حاسمة | صناعة تمريرة حاسمة |   |
| - | ------ | ------------------- | ------- | ------- | ------------------ | ------------------ | ------------------ | ------------------ | ------------------ | ------------------ | - |
| 1 | AM     | مالكوم فيليبي       | الهلال  | 3       | ميشائيل ديلغادو    | 1                  | صالح الشهري        | 1                  | سيرغي سافيتش       | 1                  |   |
| 2 | LW     | سالم الدوسري        | الهلال  | 2       | سيرغي سافيتش       | 1                  | صالح الشهري        | 1                  | —                  | —                  | — |
| 3 | FW     | عبد الرزاق حمد الله | الاتحاد | 2       | رومارينيو          | 1                  | —                  | —                  | —                  | —                  |   |
| 4 | RW     | ساديو ماني          | النصر   | 1       | عبد الرحمن غريب    | 1                  | —                  | —                  | —                  | —                  |   |
| 5 | AM     | حسين العيسى         | الوحدة  | 1       | أوديون إيغالو      | 1                  | —                  | —                  | —                  | —                  |   |
| 6 | FW     | كريم بنزيما         | الاتحاد | 1       | —                  | —                  | —                  | —                  | —                  | —                  |   |
| 7 | CM     | ناصر الدوسري        | الهلال  | 1       | —                  | —                  | —                  | —                  | —                  | —                  |   |